# Schoolbibliotheek
Een schoolbibliotheek is een eigen bibliotheek van een school. Een schoolbibliotheek wordt ook wel (school)mediatheek genoemd.
Hieruit kunnen ter ondersteuning van de lessen boeken gebruikt worden – daarvoor hoeft men dan niet naar een openbare bibliotheek. Over het algemeen bestaat er wel intensief contact tussen school en openbare bibliotheek, ook al is er een schoolbibliotheek. Leesbevordering als taak van de openbare bibliotheek wordt vaak uitgevoerd samen met de school en de schoolbibliothecaris. Daarnaast wordt de schoolbibliotheek op een basisschool gebruikt om het lezen te bevorderen en te oefenen.
In schoolbibliotheken wordt in het kader van leesbevordering soms ook voorgelezen, soms door medewerkers van de openbare bibliotheek en soms ook door de schoolmediathecaris.
Schoolbibliotheken zijn er in het basisonderwijs, maar ook in het voortgezet onderwijs. In het basisonderwijs ligt – tot en met het behalen van AVI 9 – de nadruk op leesbevordering. Daarna is informatievergaring een belangrijk doel. In het voortgezet onderwijs ligt de nadruk op leerwegondersteuning (bij projecten, scripties).
Zowel in Vlaanderen als in Nederland is er een samenwerkingsprogramma tussen scholen en openbare bibliotheken. Daarbij krijgen scholen een basispakket boeken voor diverse leeftijden, dat ze aan hun leerlingen ter beschikking kunnen stellen.
- Bib op School (Vlaanderen)
- https://www.debibliotheekopschool.nl/

Er kunnen diverse soorten boeken in een schoolbibliotheek staan:
- leesboeken of jeugdliteratuur
- informatieve boeken

## Nadelen

### Diefstal
Boeken in schoolbibliotheken zijn vaak slechts gedeeltelijk of helemaal niet beveiligd. Dit maakt de aanwezige boeken gevoelig voor diefstal.

## Nederlandstalige software voor schoolbibliotheken
Naast een aantal Engelstalige pakketten bestaat er ook een handvol Nederlandstalige systemen, specifiek gericht op schoolbibliotheken.
- Aura / Aura Junior
- Boek Mee
- Colibris bibliotheeksoftware
- SchoolWise